# Lomelosia balianii
Lomelosia balianii är en tvåhjärtbladig växtart som först beskrevs av Diratz., och fick sitt nu gällande namn av W. Greuter och Burdet. Lomelosia balianii ingår i släktet Lomelosia och familjen Dipsacaceae. Inga underarter finns listade i Catalogue of Life.